# Mate árabe
|    |    |    |    |    |       |       |       |       |  |
|    | a8 | b8 | c8 | d8 | e8    | f8    | g8    | h8 kd |  |
| a7 | b7 | c7 | d7 | e7 | f7    | g7    | h7 rl |       |  |
| a6 | b6 | c6 | d6 | e6 | f6 nl | g6    | h6    |       |  |
| a5 | b5 | c5 | d5 | e5 | f5    | g5    | h5    |       |  |
| a4 | b4 | c4 | d4 | e4 | f4    | g4    | h4    |       |  |
| a3 | b3 | c3 | d3 | e3 | f3    | g3    | h3    |       |  |
| a2 | b2 | c2 | d2 | e2 | f2    | g2 kl | h2    |       |  |
| a1 | b1 | c1 | d1 | e1 | f1    | g1    | h1    |       |  |
|    |    |    |    |    |       |       |       |       |  |

El mate árabe es un patrón de jaque mate de ajedrez en el que el caballo protege a la torre y elimina una posible vía de escape, mientras que la torre da el jaque mate.

## Origen del nombre
El nombre de este patrón de mate se debe a que es de los pocos que quedan intactos desde la antigua Arabia, ya que la mayoría de las piezas, excepto el caballo y la torre, han cambiado su forma de moverse desde entonces.